# Tschechische Badmintonmeisterschaft 2016
Die Tschechische Badmintonmeisterschaft 2016 fand vom 5. bis zum 7. Februar 2016 in der Tenisová Hala STaRS in Karviná statt.

## Medaillengewinner
| Disziplin    | Gold                             | Silber                            | Bronze                                |
| ------------ | -------------------------------- | --------------------------------- | ------------------------------------- |
| Herreneinzel | Petr Koukal                      | Adam Mendrek                      | Jan Fröhlich                          |
| Herreneinzel | Petr Koukal                      | Adam Mendrek                      | Milan Ludík                           |
| Dameneinzel  | Kristína Gavnholt                | Zuzana Pavelková                  | Tereza Švábíková                      |
| Dameneinzel  | Kristína Gavnholt                | Zuzana Pavelková                  | Kateřina Tomalová                     |
| Herrendoppel | Jakub Bitman Pavel Drančák       | Petr Beran Jaromír Janáček        | Petr Hošek Petr Jelínek               |
| Herrendoppel | Jakub Bitman Pavel Drančák       | Petr Beran Jaromír Janáček        | Michal Hubáček Jan Louda              |
| Damendoppel  | Alžběta Bášová Michaela Fuchsová | Lucie Kolářová Magdaléna Lajdová  | Berta Ausbergerová Michaela Zelinková |
| Damendoppel  | Alžběta Bášová Michaela Fuchsová | Lucie Kolářová Magdaléna Lajdová  | Dominika Kurzová Ivana Zychová        |
| Mixed        | Jakub Bitman Alžběta Bášová      | Jaromír Janáček Kateřina Tomalová | Petr Hošek Šárka Křížková             |
| Mixed        | Jakub Bitman Alžběta Bášová      | Jaromír Janáček Kateřina Tomalová | Petr Jelínek Dominika Kurzová         |